# Amélie Rotar
Amélie Maria Rotar, née le 24 octobre 2000 à Martigues (Bouches-du-Rhône), est une joueuse internationale française de volley-ball évoluant au poste de réceptionneuse-attaquante.
Joueuse professionnelle depuis 2020, elle mesure 1,88 m et joue pour l'équipe de France depuis 2019.

## Biographie

### Famille
Elle est issue d'une famille connaissant bien le milieu du volley-ball. Son père Tudor Rotar, est un ancien central de l'équipe de Roumanie, de Chaumont (en Ligue A) et de Martigues (en Ligue A et B) devenu entraîneur,. Sa mère elle, est une ex-joueuse de Pro B, du club de Nancy et son grand-père fut le président du Chaumont Volley-Ball 52,. Enfin, son frère cadet Téo Rotar — né en 2004 —, est un joueur de beach-volley devenu champion du monde des moins de 19 ans (avec Arthur Canet) en décembre 2021, représentant le tout premier titre mondial pour le beach-volley français, toutes catégories confondues,.

### Jeunesse et formation
À 12 ans, elle quitte le nid familial de Martigues pour un internat à Aix-en-Provence en alternance avec le club professionnel du Pays d'Aix Venelles, qui lui permet de suivre des entraînements intensifs et de découvrir la Nationale 2. Ce cadre de vie participe grandement à son développement avant d'intégrer l’Institut fédéral de volley-ball en 2017. L'année suivante, elle est la capitaine de l'équipe qui accède à la première division nationale. À la fin de sa formation, elle déclare à la presse : « C’était comme une évidence pour moi de poursuivre sur les traces de mes parents » et affirme que le volley-ball est vécu comme « une religion » au sein de sa famille tout en ayant l'impression « d’être née dans ce sport » puis ajoute à propos de son passage à l'institut : « L’IFVB m’a "tout appris", j’y suis rentrée en tant qu’adolescente, j’ai l’impression de sortir en tant qu’adulte. J’ai énormément appris là-bas, au niveau physique, technique et surtout mental. J’ai également fait des rencontres merveilleuses et je sais que je garderai contact pour toujours avec certaines personnes. »

### Carrière en club

#### Débuts au PA Venelles (2020-2022)
En 2020, elle signe à 19 ans son premier contrat professionnel avec le Pays d'Aix Venelles, club de ses débuts en junior. Elle justifie son choix en indiquant avoir été « très intéressée par le projet sportif » et ajoute être « très attachée au club, à ses supporters et à son côté familial. » Au cours de sa première saison, elle remporte la Coupe de France après un succès 3 set à 0 de son équipe face au Cannet (25-22, 25-18, 25-20) dans une finale se déroulant au Palais des Victoires de Cannes. Sur la lancée du Championnat d'Europe réussi avec les Bleues, elle parvient sur sa seconde année en club à s'imposer au poste de pointue (R4) et accumule les titres de meilleure joueuse en Championnat. Elle se dit « plutôt contente » de sa saison et estime avoir passé un cap sur le plan mental. Malgré une année sans titre, elle termine meilleure joueuse de Ligue A à son poste pour l'exercice 2021/2022.

#### Béziers Volley (2022-2023)
Après deux années dans les Bouches-du-Rhône, elle s'engage avec le Béziers Volley, club où elle évolue désormais au poste de réceptionneuse-attaquante — avec l'ambition de s'inscrire dans la continuité de ce poste qu'elle occupe en sélection — et qui vient également de recruter la libéro américaine Justine Wong-Orantes, championne olympique 2020. Le 1er avril 2023, elle fait partie de l'équipe remportant la première Coupe de France de l'histoire du Béziers Volley, au tie-break face au RC Cannes,.

#### Rome Volley Club, Alba Blaj (2024-2025)
En 2024, elle rejoint le Championnat italien en s'engageant avec le Rome Volley Club. Le 15 janvier 2025, elle quitte la formation italienne au bout de six mois et termine la saison avec le club roumain du Volei Alba Blaj. Le 29 mars 2025, elle remporte la Coupe de Roumanie après la victoire de son équipe en finale contre le CSO Voluntari, où elle inscrit 29 points (47% en attaque, 1 bloc), ce qui lui vaut d'être désignée meilleure joueuse de la rencontre. Trois jours plus tard, elle s'incline en finale de la Coupe de la CEV face au club italien d'AGIL Novare. À l'issue de la saison 2024-2025, elle remporte le Championnat de Roumanie en inscrivant 30 points lors du match 4 de la finale face au champion sortant, le CSO Voluntari — son meilleur total en Roumanie avec 46% d'efficacité offensive dont 2 blocs et 2 aces —, réalisant ainsi le doublé Coupe-Championnat.

### En sélection nationale
En janvier 2019, elle dispute à 18 ans face au Danemark son premier match en équipe de France A, comptant pour les éliminatoires du Championnat d'Europe 2019 — victoire 3 set à 1 des Bleues avec une équipe composée uniquement de jeunes — où elle termine meilleure marqueuse avec 17 points. En août 2021, elle figure sur la liste des 14 joueuses appelées  par le sélectionneur Émile Rousseaux pour l'Euro 2021 où elle vit, à 20 ans seulement, sa première expérience d'une grande compétition internationale. Au cours du tournoi, la sélection réalise l'exploit d'atteindre les quarts de finale, constituant une première depuis 2013. Neuf mois plus tard, elle remporte avec les Bleues la Ligue européenne 2022, représentant le premier titre de l'histoire de la sélection féminine,.

## Profil de joueuse
« Amélie a vraiment le volley dans la peau. Elle a du leadership, c’est une attaquante qui aime peser sur le jeu. Elle a le profil pour aller aux Jeux olympiques de 2024 » affirme en 2020 Jacques Beraud, son entraîneur à l'IFVB,

## Clubs
- Pays d'Aix Venelles (2020–2022)
- Béziers Volley (2022–2023)
- Neptunes de Nantes (2023–2024)
- Rome Volley Club (2024–jan.2025)
- Volei Alba Blaj (jan.2025–)

## Palmarès

### En sélection nationale
- Challenger Cup (1) : 
  -  Vainqueur en 2023.

- Ligue européenne (1) : 
  -  Vainqueur en 2022.

- Tournoi de France (amical) : 
  - Finaliste en 2022.

### En club
en France
- Challenge Cup :
  - Finaliste en 2024.

- Championnat de France :
  - Finaliste en 2024.

- Coupe de France (3) :
  - Vainqueur en 2020, 2023, 2024.

en Roumanie
- Coupe de la CEV :
  - Finaliste en 2025.

- Championnat de Roumanie (1) :
  - Vainqueur en 2025.

- Coupe de Roumanie (1) :
  - Vainqueur en 2025.

### Distinctions individuelles
- Meilleure pointue du Championnat de France 2021-2022.
- Meilleure réceptionneuse-attaquante de la Coupe de France 2022-2023.
- Meilleure réceptionneuse-attaquante du Championnat de France 2022-2023.
- Meilleure réceptionneuse-attaquante du Championnat de France 2023-2024.